# جو باول (لاعب كرة قدم)
جو باول (بالإنجليزية: Joe Powell)‏ هو لاعب كرة قدم بريطاني في مركز الوسط، ولد في 30 أكتوبر 1998 في إنجلترا في المملكة المتحدة. لعب مع وست هام يونايتد.